# Paleontologia dos invertebrados

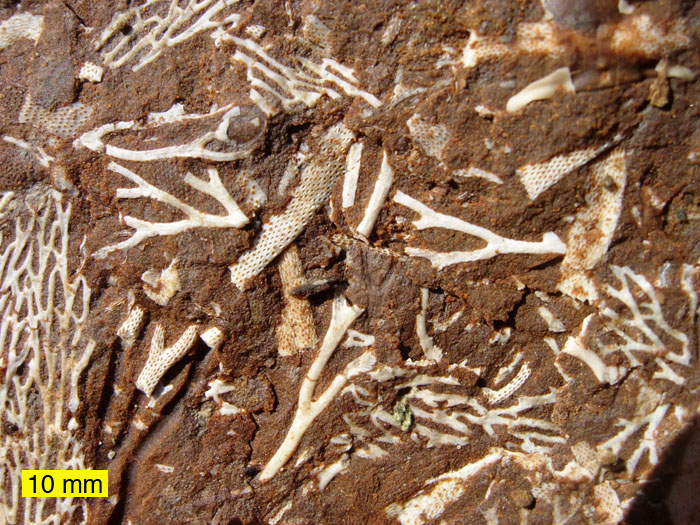
Fósseis de bryozoários em uma camada de xisto betuminoso do Ordoviciano da Estônia

A paleontologia dos invertebrados é um ramo da ciência que estuda os registros fósseis de invertebrados, associando biologia e geologia. O estudo dos invertebrados fósseis é essencial para a compreensão da evolução da vida na Terra, das mudanças paleoclimáticas e da reconstrução dos paleoambientes marinhos e continentais.

## Primeiros registros fósseis de invertebrados

### Origem dos metazoários e posição dos invertebrados
Acredita-se que a vida na Terra tenha surgido nos oceanos, logo que o planeta esfriou o bastante para suportar a forma estável dos primeiros organismos. Esses seres eram procariotos bastante simplistas e seus primeiros registros aparecem em icnofósseis de 3,8 bilhões de anos (Ga) (Brusca; Moore; Shuster, 2018). Quanto aos eucariotos, sugere-se que eles possam ter se originado a até 2,7 Ga, no fim do Éon Arqueano (4 Ga a 2,5 Ga), embora evidências fósseis remetam a, no máximo, 1,8 Ga, em meio ao Proterozóico (2,5 Ga a 535 Ma) (Brusca; Moore; Shuster, 2018; Fransozo, 2016; Cohen et al, 2023). Os primeiros registros fósseis de seres multicelulares são de algas de 1,2 Ga, mas evidências moleculares sugerem que a multicelularidade possa ter surgido a cerca de 1,5 Ga (Brusca; Moore; Shuster, 2018; Ridley, 2011).
O grupo Metazoa é monofilético e se constitui de organismos multicelulares, heterotróficos, que possuem células funcionalmente especializadas, inclusive células gaméticas, e reprodução sexuada por meiose (Ferreira Júnior; Paiva, 2010; Hickman Jr., 2022; Brusca; Moore; Shuster, 2018). Os animais do clado que não integram o subfilo Vertebrata são chamados de invertebrados e entre eles estão os grupos mais basais de metazoários. No registro fóssil, eles parecem surgir de forma abrubta, por vota do período Criogeniano (720 Ma a 635 Ma), sem transição evidente entre as formas simplistas dos protozoários e a organização complexa dos Metazoa (Fransozo, 2016; Cohen et al, 2023). Uma série de alterações ocorridas entre o Neopterozóico (1,0 Ga a 538 Ma) e o Cambriano (538 Ma a 485 Ma), como o aumento da concentração de oxigênio na Terra e do aporte de nutrientes e mudanças químicas nos oceanos, parece ter contribuído para o surgimento dos metazoários (Fransozo, 2016; Cohen et al, 2023).

### Fossilização de invertebrados e primeiros fósseis de animais
Os registros fósseis mais bem aceitos dos primeiros animais datam de cerca de 600 Ma, embora estudos moleculares estimem a origem dos Metazoa entre 875 e 650 Ma e icnofósseis sugerem que eles podem ter surgido a até 1,0 Ga, começando aí seu processo de diversificação, mas não deixando registros fósseis diretos nos primeiros 400 Ma de sua existência (Brusca; Moore; Shuster, 2018; Pechenik, 2016). Isso pode ter ocorrido, em parte, devido à ausência de partes duras biomineralizadas na maioria dos primeiros animais ou difícil identificação e/ou conservação destas, além dos pequenos tamanhos corporais desses invertebrados (Pechenik, 2016). A presença de um crânio e do esqueleto calcificado (ou mesmo cartilaginoso), favorece alguns processos de fossilização, enquanto na maioria dos invertebrados, especialmente os mais basais, a predominância de partes moles dificulta que o registro fóssil se forme e resista ao tempo. Nesse sentido, os integrantes do grupo com maior probabilidade de deixar impressões são aqueles que possuem estruturas compostas por substâncias minerais, como o esqueleto interno dos poríferos, alguns cnidários sésseis, as conchas dos moluscos, dentes, estruturas quitinosas de artrópodes, entre outros.
Embora hajam hipóteses de fósseis animais com quase 900 Ma, o fóssil animal bem aceito como mais antigo conhecido é Otávia antiqua, uma espécie de porífero encontrada em rochas do Criogeniano datadas entre 760 Ma e 550 Ma do Grupo Otávio, no norte da Namimbia (Fransozo, 2016). Outros fósseis de espongiários datados entre 710 Ma e 635 Ma são encontrados na Austrália e quimiofósseis com bioindicadores de carbono evidenciam os primeiros recifes, no período Criogeniano, formados por esponjas (Fransozo, 2016). Icnofósseis de escavações em rochas de 1,0 Ga sugerem a existência de animais vermiformes em um registro ainda mais antigo do período de divergência dos grupos básicos de metazoários (Fransozo, 2016; Pechenik, 2016).

### Período Ediacarano: registros da ocorrência e diversificação inicial dos invertebrados
Os registros mais bem conhecidos de fósseis animais mais antigos datam do período Cambriano (538 Ma a 485 Ma) e muito se fala em "Explosão Cambriana" para referir-se à grande diversidade de grupos e morfologias que parecem surgir repentinamente no registro fóssil desse período. Atualmente, compreende-se que que no período Ediacarano (635 Ma a 538 Ma), imediatamente anterior ao cambriano, já havia uma biota de invertebrados marinhos bem desenvolvida e distribuída por todo o planeta (Brusca; Moore; Shuster, 2018; Cohen et al, 2023). Os animais desse período, em sua maioria, eram pequenos e não possuíam partes duras e os representantes presentes na assembleia fóssil são principalmente grupos de corpo mole, como medusas, vermes e mesmo animais que posteriormente apresentariam estruturas rígidas (Brusca; Moore; Shuster, 2018; Ridley, 2011; Pechenik, 2016). Assim, são poucos os fósseis encontrados desse período, embora algumas estruturas quitinosas e mineralizadas tenham se desenvolvido nessa época, como peças dentárias, tubos quitinosos, rádulas e espículas (Fransozo, 2016; Brusca; Moore; Shuster, 2018). No fim do Ediacarano, já haviam surgido os primeiros seres com partes duras biomineralizadas e os diversos planos corporais que acompanhariam os animais ao longo de sua existência (Fransozo, 2016).
Acredita-se que a biota ediacarana era composta por animais de relativa complexidade, embora sua estrutura fosse rudimentar comparada a dos descendentes encontrados no Cambriano, assim como as relações ecológicas entre os grupos (Brusca; Moore; Suster, 2018; Fransozo, 2016). Encontra-se na fauna do período as primeiras evidências de alguns fios modernos, ou, ao menos, seres semelhantes, possivelmente ancestrais (Brusca; Moore; Shuster, 2018). Supostos representantes primitivos de poríferos, cnidários, moluscos, anelídeos, antozoários e talvez até onicóforos, artrópodes e echinodermatas são registrados na biota de Ediacara (Brusca; Moore; Shuster, 2018; Fransozo, 2016).
Os primeiros fósseis ediacaranos foram encontrados em 1872, na ilha de Terra Nova, Canadá e correspondiam a impressões discoides deixadas por Aspidella terranovica, embora sua natureza orgânica seja atualmente questionada (Fransozo, 2016). Posteriormente, em 1933 foram encontradas na Namíbia impressões de um animal de corpo mole com tegumento espesso (Brusca; Moore; Shuster, 2018; Fransozo, 2016). A maioria dos organismos ediacaranos fossilizados são preservados em impressões de deposições de arenito (Brusca; Moore; Shuster, 2018) e estão associadas a eventos de alta energia, embora muitos estejam associados a microbialitos (rochas provenientes da ação cimentadora de secreções de colônias de microrganismos) e rochas carbonárias (Fransozo, 2016).
Após as descobertas iniciais, vários fósseis de invertebrados descobertos foram datados do período Ediacarano. A esponja Eocyathispongia qiania, de 600 Ma, da Formação Doushantuo, na província de Guizhou, China (Brusca; Moore; Shuster, 2018) é um dos poríferos que compunha a fauna da época. Também um suposto embrião na fase de 32 células data desse período (600 Ma), embora hajam controvérsias em torno da natureza do registro (Brusca; Moore; Shuster, 2018). Os fósseis corpóreos mais antigos de cnidários são datados entre 600 Ma e 570 Ma e são atribuídos a pólipos de antozoários (Fransozo, 2016). A origem dos bilatérios é estimada por volta desse período, sendo o suposto representante mais antigo a espécie Vernanimalcula guizhouena, de 600 Ma (Fransozo, 2016). Além desse, aparentes escavações de um bilatério vermiforme, possivelmente com patas e presumidos embriões de 585 Ma e 570 Ma, respectivamente, são datados desse período (Brusca; Moore; Shuster, 2018; Fransozo, 2016).
A biota ediacarana constitui a primeira irradiação adaptativa dos metazoários (Fransozo, 2016) e representa os primeiros fósseis conhecidos de invertebrados. Próximo à transição para o Cambriano, surge a predação e acelera-se o processo de desenvolvimento e diversificação das estruturas corporais e relações ecológicas desses animais (Brusca; Moore; Shuster, 2018; Fransozo, 2016), mas eles aparentemente foram extintos de forma repentina no final do seu período. Alguns dos organismos do período sobreviveram e adentraram o Cambriano, antes de serem extintos como os outros representantes da fauna (Ridley, 2011). Aparentemente, não foram preservadas evidências da transição entre a biota de Ediacara e os animais cambrianos, sendo o relacionamento entre eles incerto e há dificuldade em detectar homologias entre eles e os invertebrados atuais (Pechenik, 2016; Fransozo, 2016). Apesar de semelhantes aos filos que permeariam o Cambriano e se difundiriam até os dias atuais a relação dos grupos ediacaranos com seus descendentes não é bem compreendida. 